# Municipio de Crow
El municipio de Crow (en inglés: Crow Township) es un municipio ubicado en el condado de Jerauld en el estado estadounidense de Dakota del Sur. En el año 2010 tenía una población de 151 habitantes y una densidad poblacional de 1,65 personas por km².

## Geografía
El municipio de Crow se encuentra ubicado en las coordenadas 44°4′20″N 98°51′39″O / 44.07222, -98.86083. Según la Oficina del Censo de los Estados Unidos, el municipio tiene una superficie total de 91.65 km², de la cual 91,49 km² corresponden a tierra firme y (0,18 %) 0,16 km² es agua.

## Demografía
Según el censo de 2010, había 151 personas residiendo en el municipio de Crow. La densidad de población era de 1,65 hab./km². De los 151 habitantes, el municipio de Crow estaba compuesto por el 99,34 % blancos y el 0,66 % eran de una mezcla de razas. Del total de la población el 0 % eran hispanos o latinos de cualquier raza.